# Joachim Yhombi-Opango
Jacques Joachim Yhombi-Opango (Owando, 12 gennaio 1939 – Neuilly-sur-Seine, 30 marzo 2020) è stato un politico e generale della Repubblica del Congo, Presidente della Repubblica Popolare del Congo dall'aprile 1977 al febbraio 1979 e Primo ministro dal giugno 1993 all'agosto 1996.

## Biografia
Jacques Joachim Yhombi-Opango è nato nel 1939  a Owando, allora chiamata Fort-Rousset, nella regione della Cuvette, nel centro della Repubblica del Congo.  I suoi genitori, di etnia Kouyou, furono assassinati a Owando durante la guerra civile nel 1997.

### Carriera militare
Dal 1947 al 1954 ha frequentato la scuola elementare di Fort-Rousset. Quindi è entrato nella scuola militare preparatoria  Generale Leclerc a Brazzaville, lasciandola  nel 1957 con il grado di sergente. e prestando sino al 1960 servizio in Ciad.
Dal 1960 al 1962  si è formato come ufficiale in Francia, all'École Militaire Interarmes de Saint-Cyr, ottenendo il grado di tenente. Costantemente, dalla scuola elementare di Fort-Rousset a Saint-Cyr, ha avuto un compagno di studi, Marien Ngouabi, a cui lo uniscono anche legami familiari.
Rientrato in Congo, nel settembre del 1963 fu nominato comandante della prima compagnia, poi del primo battaglione congolese. Nel 1965 diventò capo del gabinetto militare del presidente Massamba-Débat. Nel 1968  fu inviato a Mosca come addetto militare per due anni, quando il capitano Ngouabi soppiantò il presidente Massamba-Débat.  Richiamato a Brazzaville, fu nominato nell'agosto 1968 comandante del battaglione paracommando. Un anno più tardi, nel settembre 1969, fu nominato Capo di Stato Maggiore.  In questa posizione, il suo intervento fu decisivo per sconfiggere il putsch del tenente Diawara  il 22 febbraio 1972.
Nel gennaio 1973 fu nominato colonnello. In ottobre fu sostituito alla guida dell'esercito dal capitano Tsika Kabala e nominato ispettore generale delle forze armate. Nel gennaio 1978 Yhombi-Opango divenne generale di brigata.

### Carriera politica
Si ricandidò alle elezioni presidenziali del 1992 ottenendo il 3,6% dei voti.
Dal 1997 al 2007 fu costretto all'esilio in Costa d'Avorio, spostandosi poi per motivi di salute a Parigi. Tornato a Brazzaville nel 2013, è deceduto in Francia il 30 marzo 2020, vittima del coronavirus.

## Vita privata
Fu sposato con Marie-Noëlle Ngollo dalla quale ebbe diversi figli.